# Đàm Quang Trung
Đàm Quang Trung (1921–1995), tên thật là Đàm Ngọc Lưu, là một tướng lĩnh Quân đội nhân dân Việt Nam. Ông cũng từng là một chính khách, từng giữ chức Phó Chủ tịch Hội đồng Nhà nước nước Cộng hòa Xã hội Chủ nghĩa Việt Nam, kiêm Chủ tịch Hội đồng Dân tộc Việt Nam từ 1987 đến 1992.

## Tiểu sử

### Thân thế và bước đầu hoạt động cách mạng
Ông tên thật là Đàm Ngọc Lưu, dân tộc Tày, sinh ngày 12 tháng 9 năm 1921 tại bản Nà Nghiềng, xã Sóc Hà, huyện Hà Quảng, tỉnh Cao Bằng. Ông là con trai út trong gia đình có 7 anh chị em.
Chịu ảnh hưởng của 2 người anh lớn là Đàm Văn Lý (bí danh Quý Quân, sinh năm 1915, tham gia Đảng Cộng sản Đông Dương năm 1932) và Đàm Văn Lân (hay Đàm Minh Viễn, bí danh Đức Thanh, sinh năm 1918), năm 1937 ông bắt đầu hoạt động cách mạng và gia nhập Đảng Cộng sản Đông Dương tháng 2 năm 1939. Tháng 5 năm 1940, ông bị chính quyền thực dân Pháp bắt giam rồi quản thúc tại địa phương.
Tháng 3 năm 1941, ông được các đồng chí tổ chức thoát khỏi sự quản thúc và sang Tĩnh Tây (Trung Quốc. Tại đây, ông làm công tác phục vụ tại cơ quan lãnh đạo của Đảng Cộng sản Đông Dương ở hải ngoại một thời gian ngắn, sau đó được lãnh tụ Nguyễn Ái Quốc cử đi học ở Trường quân sự Hoàng Phố cùng các ông Hoàng Văn Thái, Vũ Lập, Hoàng Minh Thảo, Nam Long... Nhiều người trong số họ về sau trở thành những tướng lĩnh lừng danh của Quân đội nhân dân Việt Nam.

### Trở thành chỉ huy quân sự
Tháng 7 năm 1944, ông về nước với tên mới là Đàm Quang Trung, tham gia huấn luyện du kích ở vùng biên giới. Tháng 12 năm 1944, sau Trận Phai Khắt, Nà Ngần, ông cùng đơn vị của mình sáp nhập Đội Việt Nam Tuyên truyền giải phóng quân. Ông được phân công làm Trung đội trưởng, sau đó được cử làm chỉ huy Đội vệ binh bảo vệ Trung ương Đảng và lãnh tụ Hồ Chí Minh ở Tân Trào.
Ngày 29 tháng 7 năm 1945, một toán nhân viên OSS trong đội Con Nai, do Thiếu tá Allison Thomas chỉ huy, đã nhảy dù xuống Kim Lung. Ông được chỉ định làm Đại đội trưởng Đại đội hỗn hợp Việt - Mỹ, với Thiếu tá Thomas làm Tham mưu trưởng, với nhiệm vụ xây dựng cơ sở và lựa chọn những chiến sĩ Việt Minh để huấn luyện cách sử dụng vũ khí Mỹ cho cuộc chiến tranh du kích chống Nhật.
Ngày 18 tháng 8 năm 1945, ông chỉ huy một cánh quân Việt Nam Giải phóng quân, cùng với các cố vấn OSS (không có Thiếu tá Thomas), tiến về Thái Nguyên, tạo áp lực hỗ trợ Việt Minh giành chính quyền.
Sau khi chiếm được Thái Nguyên, đơn vị ông nhanh chóng phát triển thành cấp chi đội, vẫn do ông làm Chi đội trưởng. Ngày 25 tháng 8 năm 1945, đơn vị ông tiến về Hà Nội và đóng quân tại trại Bảo an binh của Pháp trước đây.
Ông được giao chỉ huy cuộc duyệt binh chào mừng Lễ Độc lập ngày 2 tháng 9 năm 1945 tại Ba Đình. Một nữ đội viên trong chi đội của ông là Đàm Thị Loan cũng có vinh dự tham gia thượng quốc kỳ trong buổi lễ này.

### Chỉ huy lực lượng Nam tiến
Mặc dù giành được chính quyền, nhưng áp lực của những người thực dân Pháp vẫn luôn đe dọa nền độc lập non trẻ của Việt Nam. Chỉ 20 ngày sau Lễ Độc lập, chiến tranh bùng nổ ở Nam Bộ, một cuộc chiến đấu không cân sức giữa những người Việt với khát khao độc lập và thực dân Pháp với sự hỗ trợ của quân Anh. Để chi viện cho Nam Bộ, hàng loạt các đơn vị tình nguyện Nam tiến được thành lập. Ông được giao nhiệm vụ làm Chi đội trưởng Chi đội 4 Nam tiến. Theo thói quen bấy giờ, chi đội được gọi theo người chỉ huy, nên đơn vị của ông còn có tên là Chi đội Đàm Quang Trung.
Bên cạnh sự thờ ơ của các cường quốc thắng trận, các lãnh đạo Việt Minh buộc phải chọn giải pháp chấp thuận Hiệp định sơ bộ Pháp-Việt 1946 nhằm tranh thủ mọi sự ủng hộ và hòa hoãn để chuẩn bị. Ông được rút về Bắc và giữ chức Khu trưởng Đặc khu Hà Nội, kiêm Trung đoàn trưởng Tiếp phòng quân. Ngày 29 tháng 3 năm 1946, ông được giao nhiệm vụ chỉ huy cuộc diễu binh giữa Vệ quốc đoàn và Quân đội Pháp tại Vườn hoa Canh Nông như một biểu hiện thiện chí hòa bình.
Tuy nhiên thiện chí đấy vẫn không ngăn cản được tham vọng khôi phục thuộc địa của người Pháp. Nhận rõ điều này, tháng 10 năm 1946, ông được Trung ương cử vào Đà Nẵng giữ chức vụ Chỉ huy trưởng Ủy ban Quân sự Quảng Nam - Đà Nẵng, kiêm Đại đoàn trưởng Đại đoàn 31.
Cuối năm 1948, Liên khu 5 được thành lập trên cơ sở hợp nhất Khu 5, Khu 6 và Khu 15. Ông được cử làm Phó Liên khu trưởng, kiêm Trung đoàn trưởng Trung đoàn chủ lực của Liên khu. Tháng 10 năm 1950, ông được điều ra Bắc giữ chức Đại đoàn phó Đại đoàn 312 vừa mới thành lập. Từ năm 1953 đến năm 1954, ông cùng Đại đoàn tham gia đánh nhiều trận giải phóng Thượng Lào. Đặc biệt, đơn vị ông là đơn vị đã tiêu diệt cứ điểm Him Lam ngày 13 tháng 3 năm 1954 để mở màn và cũng là đơn vị bắt sống bộ chỉ huy tập đoàn cứ điểm ngày 7 tháng 5 năm 1954 để kết thúc Chiến dịch Điện Biên Phủ.

### Từ hậu phương đến tiền phương
Ngày 1 tháng 1 năm 1955, lần thứ 3 ông được cử làm chỉ huy cuộc diễu binh, chào mừng Chủ tịch Hồ Chí Minh và Trung ương Đảng về lại Thủ đô sau 9 năm kháng chiến.
Tháng 3 năm 1955, ông được cử làm quyền Đại đoàn trưởng Đại đoàn 312 thay ông Lê Trọng Tấn sang giữ chức Giám đốc Học viện Lục quân. Tháng 6 năm 1955, Đại đoàn 312 được biên chế lại thành Sư đoàn 312. Ông được cử làm quyền Tư lệnh Sư đoàn
Tháng 6 năm 1957, ông được bổ nhiệm làm Tư lệnh Quân khu Đông Bắc kiêm Sư đoàn trưởng Sư đoàn 332 một thời ngắn. Sau đó, ông sang Liên Xô theo học tại Học viện Quân sự Frunze và là học viên xuất sắc ở đây. Tháng 10 năm 1957, ông tham gia Chủ tịch đoàn cuộc mít-tinh chào mừng Chủ tịch Hồ Chí Minh sang dự lễ kỷ niệm 40 năm Cách mạng tháng 10 Nga.
Đầu năm 1958, ông về nước. Tháng 4 năm 1958, ông được bổ nhiệm làm Phó Tư lệnh Quân khu Tả Ngạn và được phong hàm Đại tá. Tháng 3 năm 1961, ông được điều sang làm Tư lệnh Quân khu Việt Bắc, Thường vụ Quân khu ủy.
Tháng 8 năm 1966, ông được điều ra tiền phương, giữ chức Tư lệnh Bộ Tư lệnh tiền phương Bộ Quốc phòng tại Mặt trận B5 (Quảng Trị), kiêm Phó Tư lệnh Quân khu 4, Bí thư Quân khu ủy Quân khu 4. Năm 1967, ông được cử làm Chính ủy kiêm Bí thư Quân khu ủy Quân khu 4. Trong Sự kiện Tết Mậu Thân 1968, ông là chỉ huy lực lượng tập kích Thành cổ Quảng Trị. Trong Chiến dịch Đường 9 - Nam Lào, ông giữ chức vụ Tư lệnh pháo binh Mặt trận. Một số tài liệu còn chép ông cũng đã giữ chức Tư lệnh Tăng Thiết giáp Mặt trận.
Năm 1973, ông được cử làm Tư lệnh Quân khu 4 thay cho tướng Vương Thừa Vũ. Tháng 4 năm 1974, ông được thăng quân hàm Thiếu tướng.

### Tướng lĩnh và chính khách
Tháng 7 năm 1976, ông được phân công giữ chức Tư lệnh kiêm Chính ủy Quân khu 1, Bí thư Quân khu ủy. Tại Đại hội Đảng Cộng sản Việt Nam IV (tháng 12 năm 1976), ông được bầu làm Ủy viên Trung ương Đảng và Ủy viên Quân ủy Trung ương.
Năm 1979, Trung Quốc xâm lấn Việt Nam. Tại chiến trường Quân khu 1, ông chỉ huy các lực lượng tại chỗ đánh trả lại lực lượng gồm 18 sư đoàn bộ binh, 6 trung đoàn xe tăng và các đơn vị binh chủng khác, do tướng Hứa Thế Hữu - Tư lệnh Quân khu Quảng Châu chỉ huy, tấn công các tỉnh biên giới Đông Bắc của Việt Nam. Kinh nghiệm chiến trường phần nào giúp ông chỉ huy có hiệu quả và gây thiệt hại nặng nề cho phía Trung Quốc. Với chiến tích này, tháng 1 năm 1980, ông được tấn phong hàm Trung tướng.
Tháng 7 năm 1981, ông được Quốc hội khóa VII bầu giữ chức Ủy viên Hội đồng Nhà nước, kiêm Tư lệnh Quân khu 1. Tại Đại hội Đảng Cộng sản Việt Nam V (tháng 3 năm 1982), ông được bầu lại vào Ban Chấp hành Trung ương Đảng. Năm 1984, ông được phong quân hàm Thượng tướng, làm Tư lệnh Quân khu 1, Bí thư Đảng ủy Quân khu 1.
Tại Đại hội Đảng Cộng sản Việt Nam VI (tháng 12 năm 1986), ông tiếp tục tái cử vào Ban Chấp hành Trung ương Đảng, được bầu vào Ban Bí thư Trung ương Đảng Cộng sản Việt Nam.
Tháng 6 năm 1987, ông được Quốc hội khóa VIII bầu làm Phó Chủ tịch Hội đồng Nhà nước kiêm Chủ tịch Hội đồng Dân tộc.
Ông là Đại biểu Quốc hội từ khóa IV đến khóa VIII.
Ông nghỉ hưu năm 1992 và mất ngày 3 tháng 3 năm 1995 tại Hà Nội.

## Vinh danh
Hiện nay, tên của ông được đặt tên cho một con đường ở Thủ đô Hà Nội, nối từ đầu phía Bắc cầu Vĩnh Tuy đi qua trung tâm thương mại Aeon Long Biên đến chân cầu vượt Vĩnh Tuy. Tại trung tâm thành phố Cao Bằng cũng có một con phố mang tên ông. Tại huyện Hà Quảng, tỉnh Cao Bằng cũng có một ngôi trường THPT mang tên Đàm Quang Trung.